# Prince of Persia 2: The Shadow and the Flame
Prince of Persia 2: The Shadow and the Flame (en français : Prince de Perse 2 : L'Ombre et la Flamme) est un jeu vidéo d'action/plate-forme développé par Brøderbund et sorti en 1993 pour DOS et Macintosh. Le jeu est porté sur Super Nintendo par Titus Software en 1996.
L'histoire fait directement suite au premier Prince of Persia développé par Jordan Mechner et sorti en 1989. Après onze jours de bonheur avec la princesse, le prince est chassé du palais par un sosie qui prend sa place. Au cours de ses aventures dans des terres lointaines, il en apprendra plus sur ses origines, puis cherchera à venger ses parents et retrouver son épouse. Une fois de plus, Jordan Mechner mise la réussite de son jeu dans le scénario, inspiré des contes des Mille et Une Nuits. Le jeu est de bonne qualité : musique inspirée, animation fluide, graphismes et environnements détaillés.
Le jeu est considéré comme l'un des précurseurs de séries telles que Tomb Raider. Il est le second épisode de la saga Prince of Persia et le second du premier cycle de la série.
En 2013, le jeu ressortira sur smartphones et tablettes Android et iOS.

## Système de jeu
Le gameplay de Prince of Persia 2: The Shadow and the Flame est fondamentalement très proche de son prédécesseur. Il s'agit d'un jeu d'action/plate-forme incorporant des éléments de jeu d'aventure et de réflexion.
Le joueur dirige un personnage avec une apparence et des aptitudes réalistes évoluant au travers de plusieurs niveaux découpés écran par écran s'étendant en largeur comme en hauteur. L'objectif primaire est d'atteindre la sortie du niveau, souvent symbolisée par des escaliers en arrière-plan. Pour y parvenir, le joueur doit parcourir les niveaux, souvent labyrinthiques, à leur recherche en franchissant différents types d'obstacles. Des obstacles inanimés comme des pièges, des pics ou des précipices qui peuvent être évités grâce au bon contrôle du personnage et à l'observation du joueur. Des obstacles sous forme d'énigmes simples basées sur l'exploration et l'observation, généralement il s'agit d'activer des dalles particulières entraînant l'ouverture de portes précédemment fermées. Et enfin des obstacles mouvants et offensifs que sont les ennemis ; repris de l'épisode précédent, le système de combat au corps à corps (à l'épée) est basé sur des possibilités d'attaque, de garde et de déplacement.
Plusieurs éléments viennent se greffer au gameplay : la barre de vie, à la fois du prince, qu'il faudra régénérer et étendre par la découverte de fioles spéciales, et celle des ennemis qui permettent d'évaluer la difficulté du combat, la découverte à quelques endroits de nouveaux cimeterres plus puissants, permettant donc d'éliminer les ennemis plus facilement, la nouvelle (par rapport à Prince of Persia) possibilité de ramper, des cinématiques qui servent à développer le scénario, la limite de temps qui avait constitué une grosse nouveauté de l'opus précédent est reprise avec de légères modifications : elle commence à partir du troisième niveau et accorde 75 minutes au lieu des 60 précédemment.

## Scénario
Le scénario de Prince of Persia 2: The Shadow and the Flame est une suite directe au Prince of Persia de 1989. Le prince et la princesse ont fini par se marier, mais après onze jours de bonheur, alors qu'il sort du palais, les vêtements du prince se changent en guenilles. À son retour, Jaffar, l'ancien grand vizir tyrannique, a pris l'apparence du prince, et lui a volé sa place au palais. Le prince est pris pour un fou lorsqu'il essaye de s'expliquer et, pourchassé, il est obligé de s'échapper à bord d'un navire qui prend le large. Pendant le voyage, une femme étrange apparaît dans ses rêves, et lui demande de la rejoindre. Le bateau est pris dans une tempête et le passager clandestin s'échoue sur les rivages d'une terre étrangère. Les aventures du prince le mènent dans une grotte puis dans un palais en ruine. Pendant son absence, l'ancien grand vizir s'est emparé du pouvoir, a instauré la loi martiale et a plongé la princesse dans un sommeil fatal.
Lors de son voyage, la femme mystérieuse lui parle par télépathie à plusieurs reprises ; elle lui apprend qu'il est fils de sultan, que ses parents ont été assassinés, et lui demande de les venger.  Après avoir vaincu l'armée maléfique meurtrière de ses géniteurs, le prince se rend dans un temple pour récupérer « la Flamme » des mains de ses gardiens. Puis il retourne au palais pour sauver son épouse et le royaume. Mais à son retour, Jaffar lui tend un piège et le plonge en songes dans un monde cauchemardesque où les sens sont confondus. Le sorcier tente de l’éliminer, mais le Prince finit par vaincre le scélérat grâce à « la Flamme » magique. Avec la mort du magicien maléfique, la princesse est sauvée, mais il semble qu'un autre ennemi les observe.

## Développement et distribution
Le jeu est développé par la société américaine Brøderbund qui avait précédemment édité et soutenu la production de Prince of Persia en 1989. Jordan Mechner, créateur de l'épisode original est initiateur du projet mais tient un rôle particulier dans la production, il s'explique en ces termes : « J'ai conçu Prince Of Persia 2: The Shadow And The Flame de manière que les artistes et les programmeurs puissent le réaliser sans moi. C'était en 1992. Je n'ai pas écrit une ligne de code ; j'ai construit les niveaux à Paris en utilisant l'éditeur de niveau et les ai envoyés en express à San Francisco sur des disquettes 5¼ pouces. » La production est placée sur la direction de Brian Eheler (le chef de produit), qui avait tenu un rôle identique sur le premier Prince of Persia. Jeff Charvat s'occupe de la programmation, sous la direction de Lance Groody, auteur du portage sur DOS/Compatible PC. Leila Joslyn, qui avait aussi travaillé sur cette version, occupe le poste de directeur artistique. La compositrice Jonelle Adkisson réalise les mélodies Alors que le premier jeu a été développé seul, cette deuxième aventure est créée par une équipe d'une quinzaine de personnes qui s'appellent pour l'occasion la PoP team. Sur DOS, le jeu est compatible avec le mode VGA 256 couleur (ou Mode 13h). L'apparence du Prince (sa tenue) est directement inspirée de la version Macintosh de Prince of Persia, sortie en 1992. Le jeu sort pour Macintosh et DOS pendant l'année 1993 en Amérique du Nord,.
Titus Software développe un portage pour Super Nintendo, sous la direction de Dominique Biehler, la société l'édite en octobre 1996 en Amérique du Nord et le fait distribuer en janvier 1997 par Laguna en Europe. Le jeu est inclus avec l'épisode original dans les compilations Prince of Persia CD Collection qui sortent pour DOS et Macintosh en 1995, et dans Prince of Persia Collection distribué pour Windows et Macintosh en 1998 pour faire la promotion de la sortie future (en 1999) de Prince of Persia 3D, en ajoutant un making of. Le jeu est aussi inclus en bonus dans les versions Xbox américaines et japonaises de Prince of Persia : Les Sables du temps sorties en 2003-2004.

## Accueil
| Média         | Note                 |
| ------------- | -------------------- |
| Joystick (fr) | 90 % (PC)            |
| Tilt (fr)     | 91 % (PC)            |
| Gen4 (fr)     | 90 % (Mac) 91 % (PC) |

À sa sortie en 1993, le jeu est très bien reçu par la presse spécialisée. Les graphismes sont d'un bon niveau et les décors sont variés et esthétiques. Les musiques sont de bonne facture et le jeu inclut des dialogues digitalisés lors des cinématiques. Gen4 parle d'une excellente jouabilité, d'animations impressionnantes, et de « possibilités particulièrement nombreuses ». Seule la difficulté, revue à la hausse depuis l'épisode précédent, contrarie quelque peu les critiques. Le jeu reçoit le 4 d'or (décerné par gen4 et la fnac) du meilleur jeu d'action de l'année 1993 sur micro-ordinateur.
Le portage sur Super Nintendo est considéré comme inférieur[Par qui ?] : plusieurs animations sont simplifiées et la bande-son est de moins bonne qualité ; en outre, les voix digitalisées ainsi que le dernier niveau ont même été entièrement supprimés.